# Langenrohr
Langenrohr je městys v Rakousku ve spolkové zemi Dolní Rakousy v okrese Tulln.

## Geografie

### Geografická poloha
Langenrohr se nachází ve spolkové zemi Dolní Rakousy v regionu Mostviertel. Rozloha území městyse činí 22,57 km², z nichž 17,9 % je zalesněných.

### Části obce
Území městyse Langenrohr se skládá z pěti částí (v závorce uveden počet obyvatel k 1. 1. 2015):
- Asparn (363)
- Kronau (73)
- Langenrohr (1.297)
- Langenschönbichl (393)
- Neusiedl (205)

### Sousední obce
- na severu: Tulln an der Donau
- na východu: Tulln an der Donau
- na jihu: Judenau-Baumgarten
- na západu: Michelhausen, Zwentendorf an der Donau

## Politika

### Obecní zastupitelstvo
Obecní zastupitelstvo se skládá z 21 členů. Od komunálních voleb v roce 2015 zastávají následující strany tyto mandáty:
- 16 ÖVP
- 3 SPÖ
- 2 FPÖ

### Starosta
Nynějším starostou městyse Langenrohr je Leopold Figl ze strany ÖVP.

## Galerie

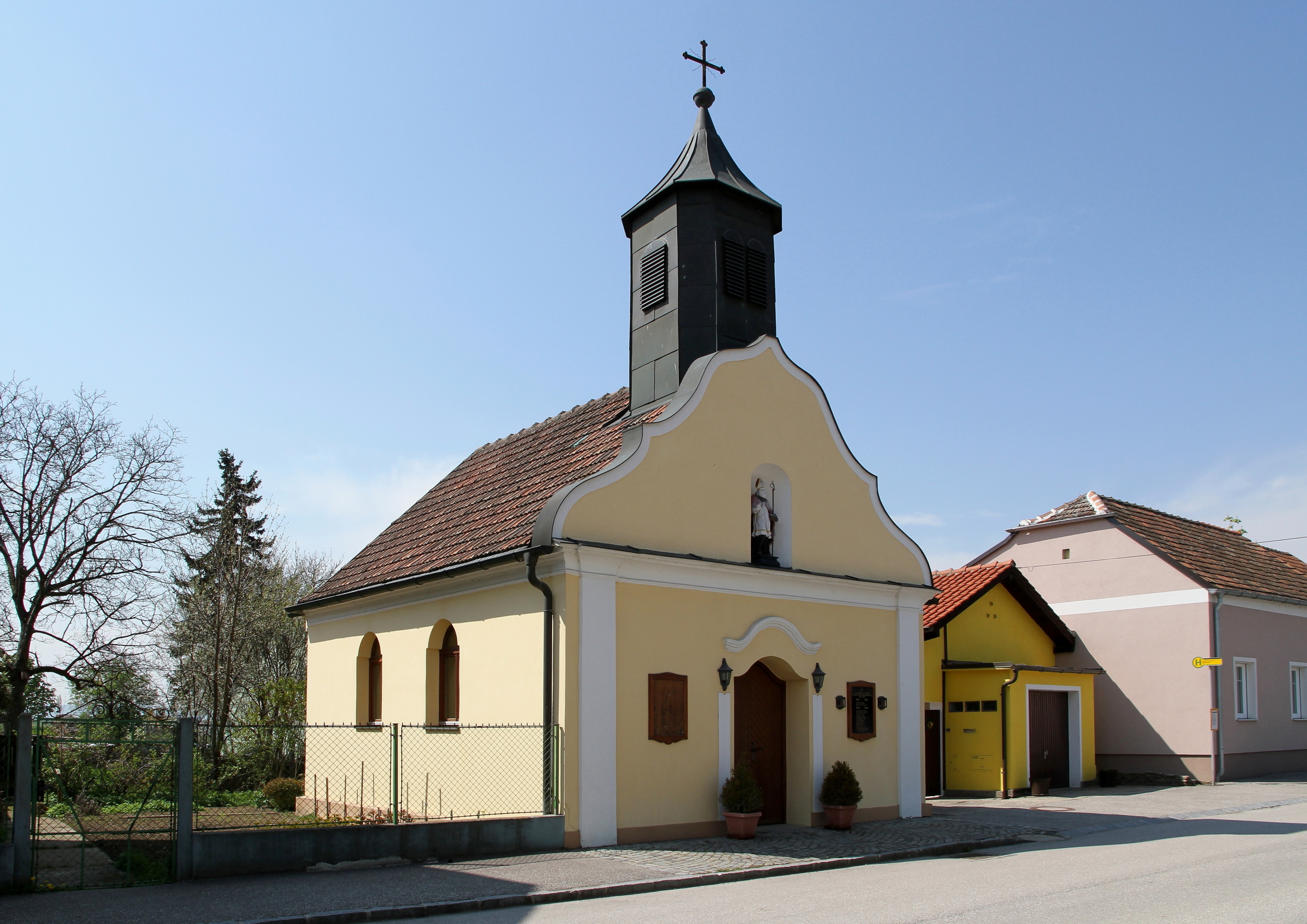
Kaple v Langenschönbichlu
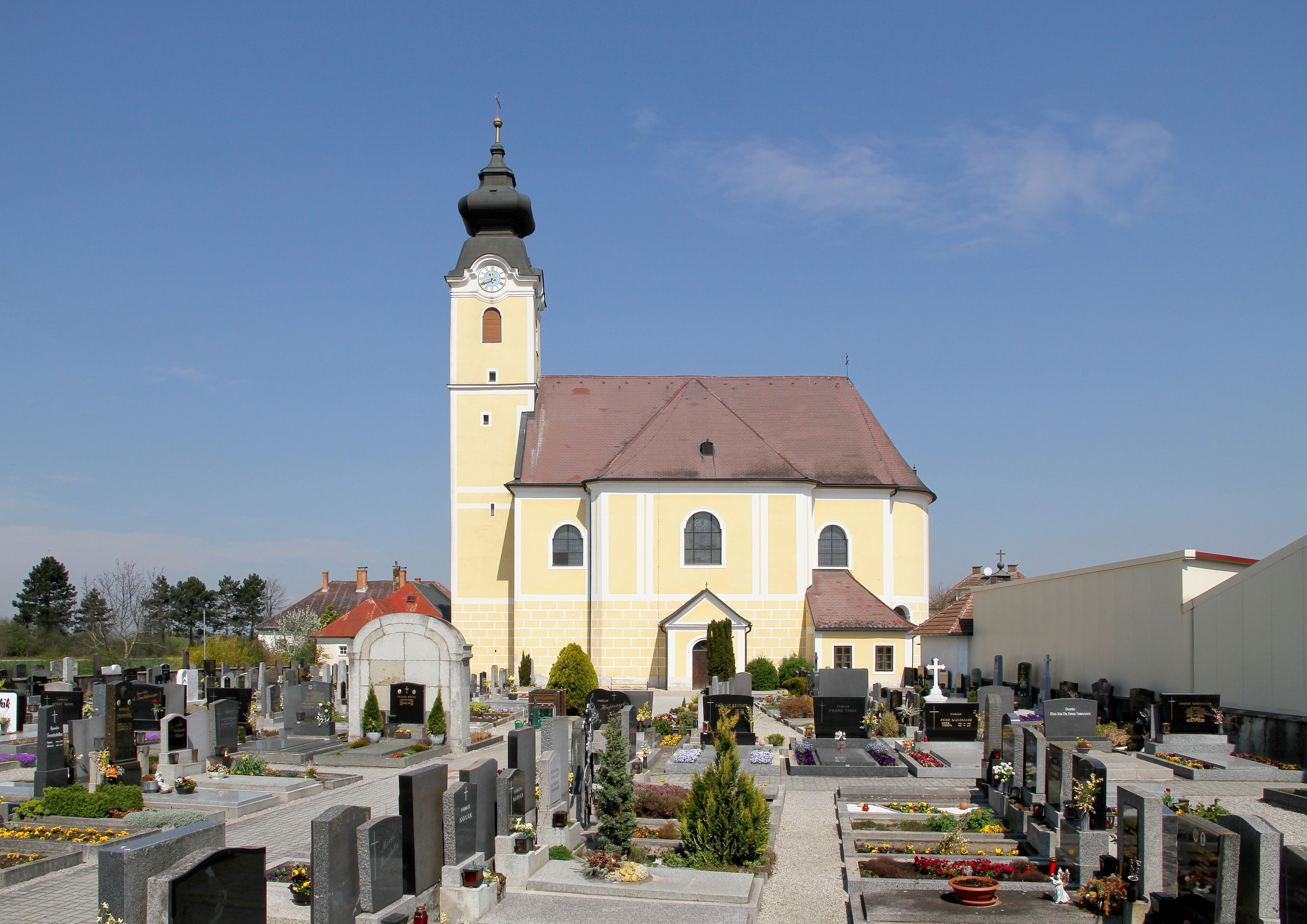
Kostel v Langenrohr
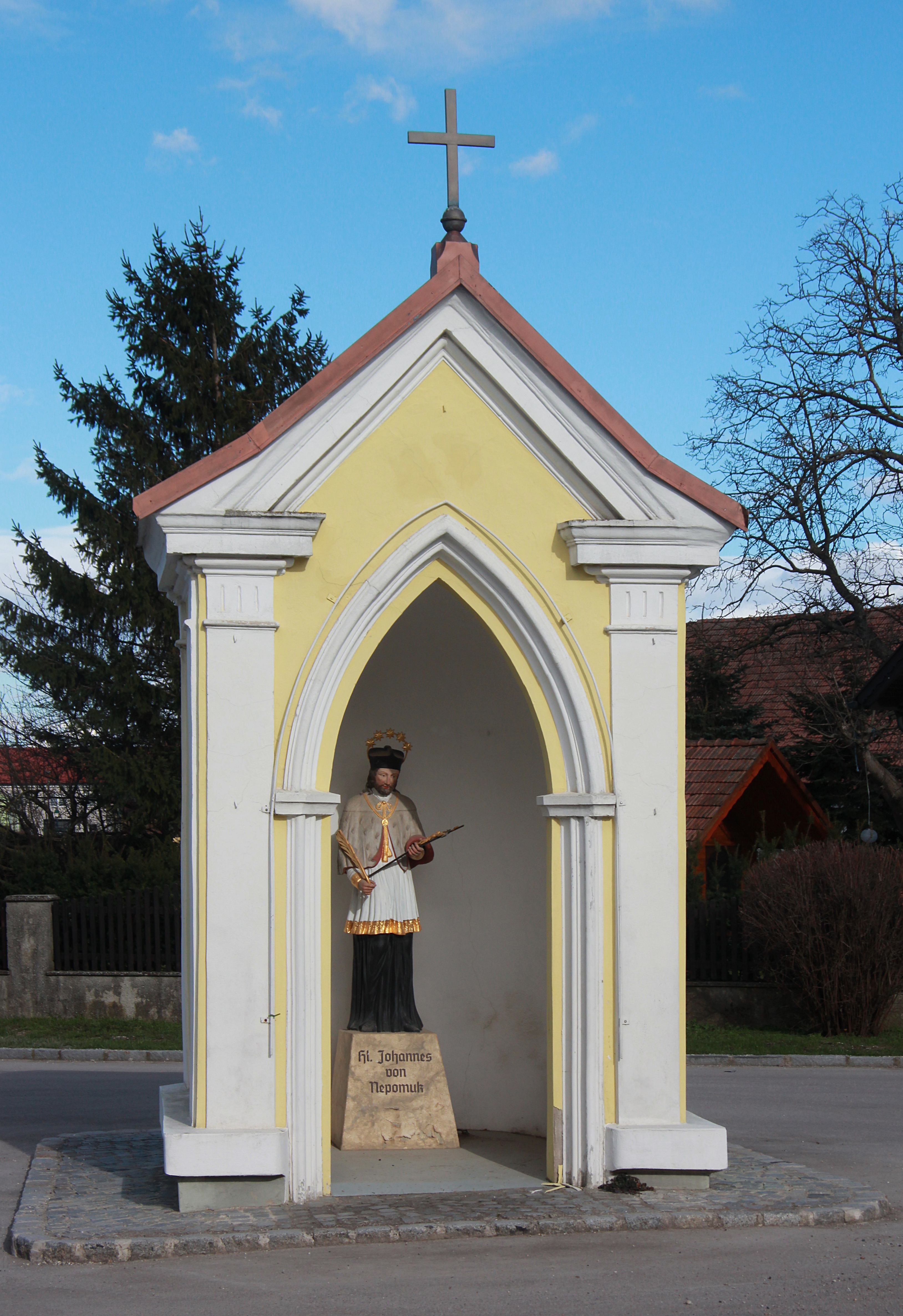
Kaple svatého Jana Nepomuckého v Langenrohr
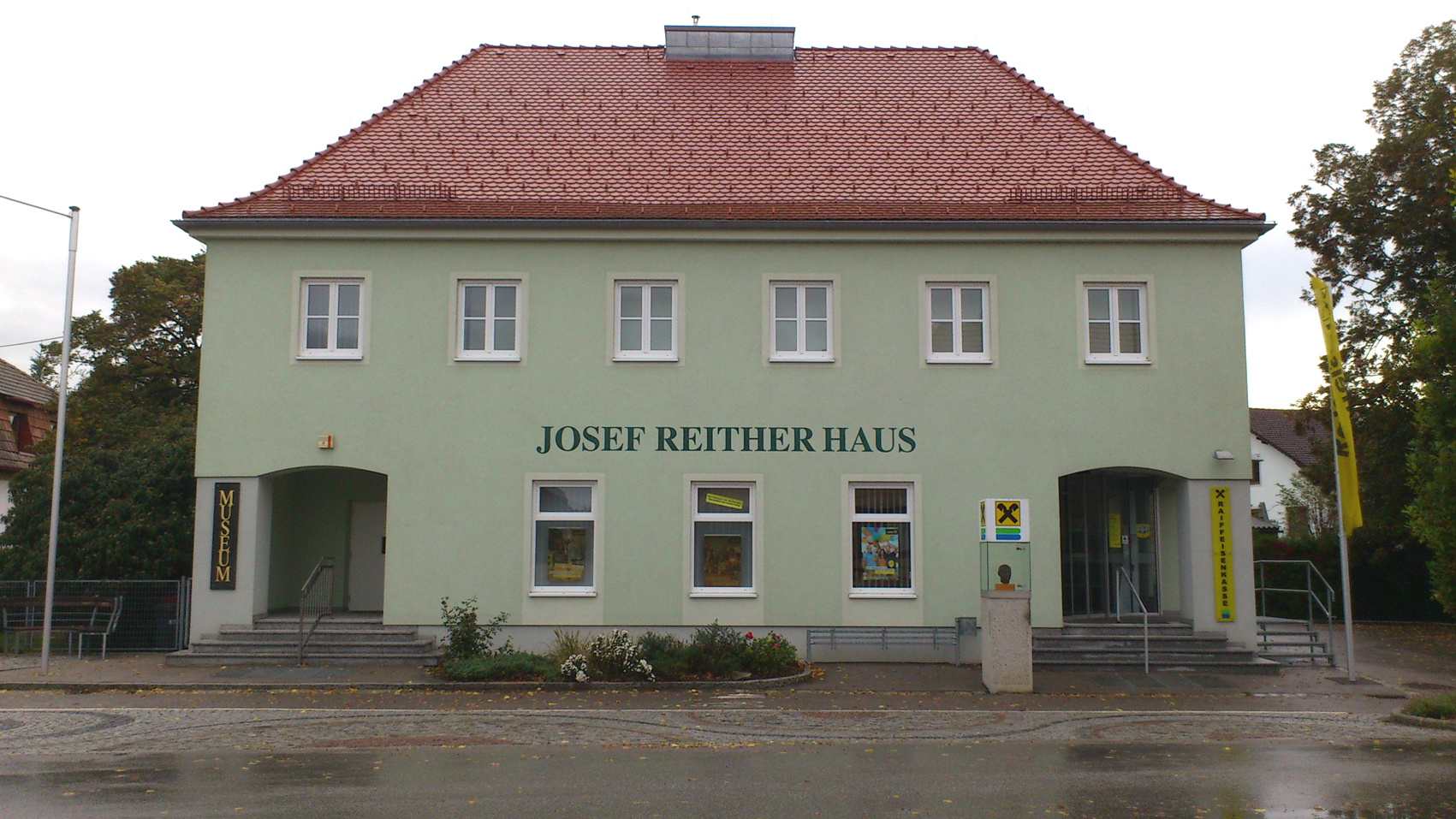
Muzeum Josefa Reithera v Langenrohr
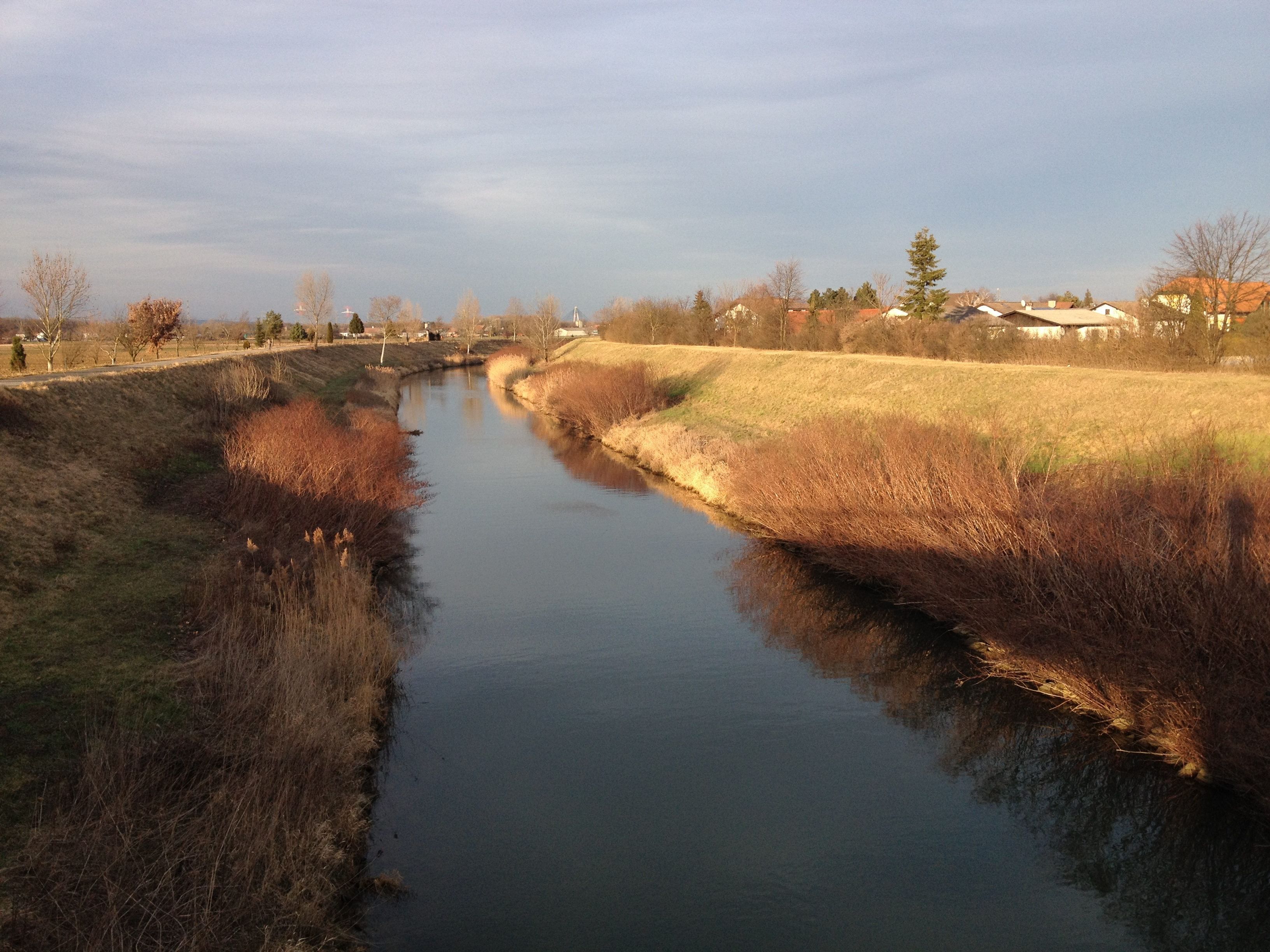
Říčka Velký Tulln u Langenrohr